# جون إف. غريغوري
جون إف. غريغوري (بالإنجليزية: John F. Gregory)‏ هو نظاراتي ومهندس أمريكي، ولد في 1927 في كليفلاند في الولايات المتحدة، وتوفي في 14 نوفمبر 2009 في أوستن في الولايات المتحدة.